# Geophilus bobolianus
Geophilus bobolianus är en mångfotingart som beskrevs av Karl Wilhelm Verhoeff 1928. Geophilus bobolianus ingår i släktet Geophilus och familjen storjordkrypare. Inga underarter finns listade i Catalogue of Life.